# Смешанная парная сборная Швеции по кёрлингу
Смешанная парная сборная Швеции по кёрлингу — смешанная национальная сборная команда (составленная из одного мужчины и одной женщины), представляет Швецию на международных соревнованиях по кёрлингу. Управляющей организацией выступает Ассоциация кёрлинга Швеции (швед. Svenska Curlingförbundet).

## Результаты выступлений

### Олимпийские игры
| Год  | Место          | Игры           | Победы         | Поражения      | Состав (женщина, мужчина, тренер)                          |
| ---- | -------------- | -------------- | -------------- | -------------- | ---------------------------------------------------------- |
| 2018 | не участвовали | не участвовали | не участвовали | не участвовали | не участвовали                                             |
| 2022 | 3              | 11             | 6              | 5              | Альмида Де Валь, Оскар Эрикссон, Себастьян Краупп (тренер) |

(данные отсюда:)

### Чемпионаты мира
| Год  | Место                                         | Игры                                          | Победы                                        | Поражения                                     | Состав (женщина, мужчина, тренер)                                                                     |
| ---- | --------------------------------------------- | --------------------------------------------- | --------------------------------------------- | --------------------------------------------- | --- |
| 2008 | 3                                             | 10                                            | 6                                             | 4                                             | Мари Перссон, Ёран Карлссон, Magnus Ekdahl (тренер)                                                   |
| 2009 | 7                                             | 9                                             | 6                                             | 3                                             | София Густафссон, Андреас Прюц                                                                        |
| 2010 | не участвовали                                | не участвовали                                | не участвовали                                | не участвовали                                | не участвовали                                                                                        |
| 2011 | 4                                             | 10                                            | 7                                             | 3                                             | Сабина Краупп, Андерс Краупп, Педер Фольке (тренер)                                                   |
| 2012 | 2                                             | 11                                            | 8                                             | 3                                             | Камилла Юханссон, Пер Нурен, Lars Berg (тренер)                                                       |
| 2013 | 2                                             | 11                                            | 8                                             | 3                                             | Элизабет Норредаль, Фредрик Хальстрём, Пер Нурен (тренер)                                             |
| 2014 | 2                                             | 11                                            | 10                                            | 1                                             | Камилла Юханссон, Пер Нурен, Микаэль Андерссон (тренер)                                               |
| 2015 | 2                                             | 13                                            | 9                                             | 4                                             | Камилла Юханссон, Пер Нурен, Микаэль Андерссон (тренер)                                               |
| 2016 | 25                                            | 6                                             | 3                                             | 3                                             | Камилла Нурен, Пер Нурен, Микаэль Андерссон (тренер)                                                  |
| 2017 | 13                                            | 9                                             | 5                                             | 4                                             | Камилла Нурен, Пер Нурен, Микаэль Андерссон (тренер)                                                  |
| 2018 | 7                                             | 11                                            | 8                                             | 3                                             | Камилла Нурен, Пер Нурен, Элисон Кревьязак (тренер)                                                   |
| 2019 | 1                                             | 11                                            | 10                                            | 1                                             | Анна Хассельборг, Оскар Эрикссон, Фредрик Линдберг (тренер)                                           |
| 2020 | чемпионат был отменён из-за пандемии COVID-19 | чемпионат был отменён из-за пандемии COVID-19 | чемпионат был отменён из-за пандемии COVID-19 | чемпионат был отменён из-за пандемии COVID-19 | чемпионат был отменён из-за пандемии COVID-19                                                         |
| 2021 | 3                                             | 11                                            | 10                                            | 1                                             | Альмида Де Валь, Оскар Эрикссон, Себастьян Краупп (тренер)                                            |
| 2022 | 5                                             | 10                                            | 7                                             | 3                                             | Изабелла Врано, Расмус Врано, Андреас Прюц (тренер)                                                   |
| 2023 | 10                                            | 9                                             | 4                                             | 5                                             | Тереза Вестман, Робин Альберг, Ingemar Edström (тренер), Элисон Кревьязак (национальный тренер)       |
| 2024 | 1                                             | 11                                            | 10                                            | 1                                             | Изабелла Врано, Расмус Врано, Андреас Прюц (тренер), Фредрик Линдберг (национальный тренер)           |
| 2025 | 7                                             | 9                                             | 6                                             | 3                                             | Анна Хассельборг, Оскар Эрикссон, Кристиан Линдстрём (тренер), Элисон Кревьязак (национальный тренер) |

(данные отсюда:)